# Nanmuqie
Nanmuqie (kinesiska: 南木切, 南木切乡) är en socken i Kina. Den ligger i den autonoma regionen Tibet, i den sydvästra delen av landet, omkring 270 kilometer väster om regionhuvudstaden Lhasa. Antalet invånare är 1 114. Befolkningen består av 542 kvinnor och 572 män. Barn under 15 år utgör 27,0 %, vuxna 15-64 år 65 %, och äldre över 65 år 6,0 %.
Genomsnittlig årsnederbörd är 674 millimeter. Den regnigaste månaden är juli, med i genomsnitt 221 mm nederbörd, och den torraste är februari, med 5 mm nederbörd.